# 安立 (公司)
安立公司（日语： Anritsu Kabushiki-gaisha；東證1部：6754）成立于1895年，是一家通信解决方案的全球供应商。安立公司产品涉及的领域包括：微波/射频测试、 无线通信测试、工业自动化、数字传输测试、IP测试、光通信测试、信息终端、电子元器件等；其中，测试测量领域的业务量占到每年公司业务总量的70%左右。總部位於日本神奈川縣厚木市。
35°26′49.5″N 139°20′27″E / 35.447083°N 139.34083°E